# Astig
Astig è un film del 1993 diretto da Jun Aristorenas, con protagonisti Dennis Padilla e Janno Gibbs.

## Trama
Terio e Kulas sono due goffi informatori della polizia, incaricati di indagare sui traffici illeciti di droga nella loro comunità. In tal proposito, un giorno scoprono casualmente una riunione della banda di Galvez presso un vecchio covo abbandonato ma ancor prima di informare il maggior Alino, i malviventi riescono a fuggire in tempo dopo essere stati avvisati dell'imminente arrivo della polizia.
Successivamente riescono a infiltrarsi all'interno di un torneo illegale di combattimento di galli e durante la loro indagine sono aiutati dall'inseparabile amica Jessa, che funge da palo. Si imbattono quindi nella banda di Hook, a capo del gioco d'azzardo, e riescono a fuggire con il denaro raccolto dalle scommesse. I soldi sono poi utilizzati dai tre regazzi per comprare beni di prima necessità e cibo per la loro comunità, nonché per rifornire la clinica della bella dottoressa Myla, di cui Terio è innamorato. 
La fuga dei due giovani è però il primo passo per infiltrarsi nell'organizzazione malavitosa di Galvez, che nel frattempo tormenta la loro comunità con estorsioni, frode e rapimenti. Durante una serata in discoteca Terio e Kulas si imbattono infatti nel gruppo di Hook, che li fa conoscere al loro capo, impressionato dalle abilità di fuga dei due.
Incaricati di sbarazzarsi del corpo di una giovane ragazza vittima di rapimento, in realtà ancora viva, informano immediatamente il loro vicino di casa Dimaculangan, un ingenuo agente di polizia da tempo desideroso di ottenere una promozione per merito prima della pensione. Una serie di spropositate azioni di Dimaculangan gli costano però la vita durante l'operazione di infiltrazione per catturare Galvez, che riesce a fuggire in tempo, ma il suo sacrificio gli vale la promozione a sergente, giusto prima di morire.
Furioso per il tradimento, Galvez manda la banda di Hook per uccidere Terio e Kulas, i quali riescono a salvarsi grazie all'aiuto di Jessa e Annie, cugina di Myla. Dopo un secondo agguato, tuttavia, i quattro ragazzi sono accerchiati dai malavitosi e portati al covo di Galvez, che ne ordina nuovamente l'uccisione. Qui Terio è liberato da una misteriosa reporter, infiltratasi lì grazie alla testimonianza della ragazza del rapimento, e, con l'aiuto degli agenti di polizia, riesce finalmente a far arrestare Galvez nonché a smascherare il colonnello Onofre, superiore di Alino ma allo stesso tempo collaboratore del clan.

## Personaggi e interpreti
- Terio, interpretato da Dennis Padilla
- Kulas, interpretato da Janno Gibbs
- Jessa, interpretata da Gelli de Belen
- Myla, interpretata da Leah Orosa
- Nipote, interpretato da IC Mendoza (accreditato come I.C. Mendoza)
- Galvez, interpretato da Mark Gil
- Dimaculangan, interpretato da Leo Martinez
- Badong, interpretato da Dencio Padilla
- Giornalista, interpretata da Kate Gomez
- Maggior Alino, interpretato da Roldan Aquino
- Annie, interpretata da Anjanette Abayari
- Col. Onofre, interpretato da Romeo Rivera
- Hook, interpretato da Ernie David
- Agente di polizia, interpretato da Danny Labra
- Scienziato, interpretato da Nonong De Andres (non accreditato)
- Bandito, interpretato da Boy Roque (non accreditato)